# Clethra
Clethra es un género de entre 30 a 70 especies de arbustos o pequeños árboles. Es uno de los dos géneros de la familia de las Clethraceae (el otro es Purdiaea). Las especies pueden ser siempreverdes o caducifolios, y las flores en clústeres o inflorescencias. 
Se distribuyen en climas templados a tropicales en el sudeste asiático, Malasia, América Central, norte de Sudamérica, sudeste de EE. UU., y la especie (C. arborea) en la isla de Madeira.

## Especies selectas
El número de especies aceptadas varía entre diferentes autoridades dependiendo de la interpretación taxonómica, pero con una tendencia reciente a reducir el número reconocido como distintas; el reciente Flora de China corta el número aceptado para China de 35 a 7 especies, y el USDA solo reconoce dos en EE. UU., sinonimisando C. tomentosa con C. alnifolia. Las siguientes son una selección:
- Clethra acuminata Michx. – Mountain Pepper Bush; sudeste de EE. UU.
- Clethra alnifolia L. – Sweet Pepper Bush; íd.
- Clethra arborea Ait. – Lirio del Valle del Árbol; Madeira (considerada extinta en Canarias, es también presente en las Azores).
- Clethra barbinervis Siebold & Zucc. – Japanese Sweet Shrub; este de China, Corea, Japón.
- Clethra bodinieri – sur de China.
- Clethra brasiliensis – noreste de Sudamérica.
- Clethra crispa – noroeste de Sudamérica.
- Clethra delavayi – sur de China a Bután y Vietnam.
- Clethra fabri – sur de China, Vietnam.
- Clethra fargesii – China central.
- Clethra fimbriata – noroeste de Sudamérica.
- Clethra kaipoensis – sudeste de China.
- Clethra lanata – sur de México a Panamá.
- Clethra macrophylla
- Clethra mexicana – sur de México, América Central.
- Clethra obovata – noroeste de Sudamérica.
- Clethra ovalifolia – íd.
- Clethra paralelinervia – íd.
- Clethra petelotii – Vietnam, Yunnan.
- Clethra revoluta – noroeste de Sudamérica.
- Clethra rugosa – íd.
- Clethra scabra – íd.
- Clethra skutchii - Guatemala

## Sinonimia
- Junia Adans., Fam. Pl. 2: 165 (1763), nom. illeg.
- Volkameria P.Browne, Civ. Nat. Hist. Jamaica: 214 (1756), nom. illeg.
- Tinus L., Syst. Nat. ed. 10, 2: 1010 (1759), nom. illeg.
- Gillena Adans., Fam. Pl. 2: 166 (1763), nom. illeg.
- Cuellaria Ruiz & Pav., Fl. Peruv. Prodr.: 59 (1794).
- Crossophrys Klotzsch, Linnaea 24: 3 (1851).
- Kowalewskia Turcz., Bull. Soc. Imp. Naturalistes Moscou 1859(1): 263 (1859).[1]